# ديدام بالشين
ديدام بالشين (باللغة التركية:Didem Balçın) (ولدت 18 مايو 1982، بأنقرة -) ، وهي ممثلة تركية، وديانتها الإسلام. تخرجت في جامعة أنقرة قسم الجغرافيا اللغوية والتاريخية ثم انتقلت إلى إسطنبول وعملت في المسرح. بدأت مشوارها الفني سنة 2009 بمسلسل مكان نار ومن ثم شاركت في مسلسلات أخرى مثل: امرأة غجرية، حديقة البنفسج، قلوب زائدة، حب الملائكة، دليل تفاهم، ومن ثم شاركت في المسلسل التركي الشهير قيامة ارطغرل بدور «سالجان خاتون» (شخصية خيالية) زوجة غوندوغدو ابن سليمان شاه وهي قامت بتمثيل في مسلسل المؤسس عثمان. شاركت في أفلام منها: على قيد الحياة، ليلى الحب، الرصاص الرخامي، وشبح الياسمين.

## روابط خارجية
- ديدام بالشين على موقع IMDb (الإنجليزية)
- ديدام بالشين على موقع قاعدة بيانات الفيلم (الإنجليزية)